# Kersti Jacobsen
Kersti Jakobsen (født 15. februar 1956) er en tidligere dansk løber. Hun har vundet DM-medaljer på samtlige distancer mellem 1500 meter og 20 kilometer, og var en international langdistanceløber med topplaceringer i maratonløb i hele verden.
Jakobsen kommer fra Kalundborg, hvor hun i sine unge år havde hun været aktiv i ridesport. I gymnasiet begyndte hun at løbe og vandt 1500 meter i gymnasieskolernes landsatletikstævne, hvilket fik Kalundborg IFs formand til at hverve hende til klubben, hendes bedste resultat for Kalundborg blev 5.11,4 på 1500 meteren som 17-årig.
Jakobsen flyttede til København og begynde i AK73 i sensommeren 1975, knapt et år efter løb hun 800 meter på 2.15,5 og 1500 meter på 4.39,4 som var resultat var det femtebedste i Danmark i 1976. Hun fik sin internationale debut samme år, da hun blev toer på 1500 meter i sin debut på juniorlandsholdet mod Nordtyskland. Hun fik derefter en plads på 3000 meteren på seniorlandsholdet mod Schweiz og Sverige. Landskampdebuten var samtidig debut på 3000 meterdistancen. Det hidtil længste, hun indtil da havde løbet i konkurrence, var 1500 meter. Denne landskamp blev også optakten til en lang international løbekarriere, der strakte sig frem til 1999, hvor hun som 43-årig for sidste gang løb for landsholdet og blev nummer tolv ved de nordiske crossmesterskaber i Södertälje, Sverige.
Jacobsen vandt DAFs Vinterturnering 1985 og 1987, Eremitageløbet i 1986 samt Sct. Valentin Milen seks gange i tidsrummet 1979-97.
Et brud i midten af 1990'erne mellem Jacobsen og AK73s bestyrelse førte til at hun forlod klubben og var først en kort tid i Københavns IF og derefter i Blovstrød Løverne.

## Danske mesterskaber
Jacobsen har vundet DM-medaljer på samtlige distancer mellem 1500 meter og 20 kilometer:
| Bane 1500 meter: - 1979 Sølv 4.28,5 - 1980 Bronze 4.33,6 3000 meter: - 1979 Sølv 9.32,7 - 1981 Sølv 9.41,5 - 1984 Sølv 9.36,27 - 1985 Bronze 9.34,70 10.000 meter: - 1989 Guld 33.50,47 | Cross Kort cross: - 1979 Bronze 20.10,0 - 1985 Bronze 21.46,1 Kort cross, holdløb: - 1979 Sølv 17 p - 1984 Guld 11 p - 1985 Sølv 1.06.01 - 1986 Bronze 59.30 | Landevej 10 kilometer: - 1979 Bronze 34.54 - 1980 Guld 35.31 - 1983 Bronze 35.08 - 1984 Sølv 33.50 15 kilometer: - 1986 Sølv 51.34 - 1987 Guld 51.42 - 1988 Guld 53.40 20 kilometer: - 1984 Guld 1.12.57,5 - 1985 Guld 1.09.56 - 1986 Guld 1.08.42 | Landevej – holdløb 10 kilometer: - 1984 Guld 1.46.29 15 kilometer: - 1986 Guld 2.46.04 - 1987 Sølv 2.46.14 - 1991 Bronze 2.49.38 |

## VM i cross
I 1978 blev Jakobsen udtaget til sit første VM i Cross som gik i Glasgow, og året efter var hun atter på holdet, da VM gik i den irske by Limerick. Skader forhindrede VM-deltagelse de næste fire sæsoner, men i 1984 var hun igen på holdet ligesom i 1985 og 1986 inden VM cross-karrieren afsluttedes med et sjette VM i Auckland 1988, hvor hun med en 43. plads løb et af sine bedste VM-løb.
Kersti Jacobsens VM-starter i 6 km cross:
| År   | By              | Land        | Tid   | Placering |
| ---- | --------------- | ----------- | ----- | --------- |
| 1978 | Glasgow         | Skotland    | 19.55 | 86        |
| 1979 | Limerick        | Irland      | 18.31 | 37        |
| 1984 | East Rutherford | USA         | 17.35 | 83        |
| 1985 | Lissabon        | Portugal    | 16.34 | 75        |
| 1986 | Neuchâtel       | Schweiz     | 16.43 | 115       |
| 1988 | Auckland        | New Zealand | 20.41 | 43        |

## Maraton
Efter alvorlige knæskadeproblem skiftede Jacobsen til maraton i 1982. Det var Freja Odenses maratonløber Allan Zachariasen, som foreslog hende at forsøge sig som maratonløber. Hun fik en invitation til et internationalt maratonløb i USA til trods for, at hun på dette tidspunkt aldrig havde konkurreret over længere distancer end ti kilometer. Den 3. oktober 1982 debuterede hun som maratonløber i Twin City Marathon i Minneapolis med en placering som nummer to i tiden 2.46.57 og blev 25.000 kroner rigere. Nu gik hun efter samråd med sin træner, Henrik Larsen, fuldt og helt ind for langdistanceløb.
1983 blev det til tre starter i internationale maratonløb. I april forbedrede Jacobsen i London Marathon sin personlige rekord med fem minutter og blev udtaget til VM i Helsingfors, hvor hun blev bedste dansker som nummer 29 af 74 startende, tre minutter foran holdkammeraterne Lone Dybdal og Mette Holm Hansen. Hendes første hele sæson som helsatsende maratonløber afsluttedes med at hun atter løb i Minneapolis, denne gang med en placering som nummer tre og forbedring af sin personlige rekord med endnu tre minutter til 2.38.31.
Jacosen startede OL-sæsonen 1984 med en femteplacering i London Marathon med tiden 2.34.34 timer, en tid, som dog ikke gav en billet til OL i Los Angeles. 1985 blev det til tre sejre i henholdsvis Auckland, San Francisco, hvor hun vandt en Audi og i den kinesiske industriby Tianjin. Men hendes bedste præstation var dog femtepladsen i World Cup, i den tidligere atombombede storby Hiroshima. Her løb hun i gloende hede og en luftfugtighed på 90% på 2.35.57 og besejrede flere af verdens bedste maratonløbere. Efter sæsonens sidste løb i Tianjin kom hun hjem med en underlig sygdom, der kostede en måned på Rigshospitalets karantæneafdeling for tropesygdomme med konstant 40 graders feber.
Hun fik dog trænet op sig i løbet af vinteren, og indledte 1986-sæsonen med sejr i Auckland og en sjetteplads i London, med tiden 2.32.53.
Den gamle knæskade fra 1981 som fik Jacobsen at skifte til maraton dukkede op igen. Den forhindrede hende i at gennemføre maratonløbet ved EM i Stuttgart, og i det efterfølgende løb i Chicago måtte hun udgå efter et styrt. Sæsonen afsluttedes med en gentagelse af sejren i Singapore 1984.
I 1987 var målet atletik-VM i Rom og sæsonen startede ganske godt med en tredjeplads i Nagoya. Men knæskaden kom tilbage, og det blev ikke noget VM for Jacobsen. Løbet i Nagoya 1988 endte også med at hun var tvungen at bryde løbet. Hun afsluttede ufrivilligt sin korte karriere som maratonløber med sit eneste maratonløb i Danmark, Wonderful Copenhagen Marathon, hvor hun slæbte sig i mål til en sejer på tiden 3.01.00. Elleve år senere løb hun sit sidste maratonløb på den kinesiske mur i 1999. Hun vandt og afsluttede karrieren med endnu en sejr. Det blev til otte sejre, en andenplads, tre tredjepladser, to femtepladser, en sjetteplads, en 12.-, en 19.- og en 29.-placering samt tre afbrudte løb i 21 maratonløb. Gennemsnitstiden for de ti bedste maratonløb er 2.35.55. Hun er med 2.32.53 Danmarks 3. bedste kvindelige maratonløber gennem tiderne.

### Kersti Jacobsens Maratonløb
| År   | By                | Løb                           | Land           | Tid     | Placering |
| ---- | ----------------- | ----------------------------- | -------------- | ------- | --------- |
| 1982 | Minneapolis       | Twin City Maraton             | USA            | 2.46.57 | 2         |
| 1983 | London            | London Marathon               | Storbritannien | 2.41.53 | 19        |
| 1983 | Helsingfors       | VM                            | Finland        | 2.46.48 | 29        |
| 1983 | Minneapolis       | Twin City Maraton             | USA            | 2.38.31 | 3         |
| 1984 | London            | London Marathon               | Storbritannien | 2.34.34 | 5         |
| 1984 | Osaka             | Osaka Marathon                | Japan          | 2.40.40 | 12        |
| 1984 | Minneapolis       | Twin City Maraton             | USA            | 2.36.07 | 3         |
| 1984 | Singapore         | Singapore Marathon            | Singapore      | 2.41.14 | 1         |
| 1985 | Auckland          | Auckland Marathon             | New Zealand    | 2.36.57 | 1         |
| 1985 | Hiroshima         | World Cup                     | Japan          | 2.35.57 | 5         |
| 1985 | San Francisco     | San Francisco Marathon        | USA            | 2.38.02 | 1         |
| 1985 | Tianjin           |                               | Kina           | 2.37.33 | 1         |
| 1986 | Auckland          | Auckland Marathon             | New Zealand    | 2.37.12 | 1         |
| 1986 | London            | London Marathon               | Storbritannien | 2.32.53 | 6         |
| 1986 | Stuttgart         | EM                            | Vesttyskland   | udgik   | -         |
| 1986 | Chicago           | Chicago Marathon              | USA            | udgik   | -         |
| 1986 | Singapore         | Singapore Marathon            | Singapore      | 2.39.08 | 1         |
| 1987 | Nagoya            | Nagoya Marathon               | Japan          | 2.35.37 | 3         |
| 1988 | Nagoya            | Nagoya Marathon               | Japan          | udgik   | -         |
| 1987 | København         | Wonderful Copenhagen Marathon | Danmark        | 3.01.00 | 1         |
| 1987 | Den Kinesiske Mur | Great Wall Marathon           | Kina           | 3.55.30 | 1         |

## Personlige rekorder
- 200 meter: 28.1 1978
- 400 meter: 59.6 1976
- 800 meter: 2.09.98 1979
- 1000 meter: 2.56.1 1981
- 1500 meter: 4.21.25 1979
- 2000 meter: 6.22.9 1981
- 3000 meter: 9.26.5 1981
- 5000 meter: 16.25.51 1988
- 10.000 meter: 33.50.47 1986
- 10 km landevej: 32.31 1986
- 15 km landevej: 51.34 1986
- 20 km landevej: 1.08.27 1986
- Halvmaraton: 1.12.20 1986
- Maraton: 2.32.53 1986
- 400 meter hæk: 70,1 1978
- 3000 meter forhindring: 12.04.5 1978

## Langrend
Jacobsen studerede geografi på Københavns Universitet og Idræt på Danmarks Højskole for Legemsøvelser. På DHL var hun med på en skitur til Norge. Det viste sig at hun også var en talentfuld skiløber og Københavns Skiklub tog hende direkte ind på det stafethold, som blev dansk mester i 1981. Året efter blev det ikke alene til endnu et stafetmesterskab, men også til et dansk mesterskab i 10 km langrend.

## Udmærkelser
Jacobsens kamp imod mandedominansen i atletikken og mange andre sportsgrenen vakte stor opsigt, og i 1987 modtog hun Danmarks Idræts-Forbunds kvindeidrætspris. Samme år modtog hun også Dansk Atletik Forbunds lederpris.